# Force Protection Ocelot
Der Force Protection Ocelot ist ein britischer Panzerwagen, welcher den Snatch Land Rover ersetzen soll. Das Fahrzeug erhielt den Dienstnamen Foxhound in Übereinstimmung mit den anderen gepanzerten Radfahrzeugen, die alle die Namen von Hunderassen haben. Beispiele sind die Varianten des Cougar (MRAP) Mastiff, Wolfhound und Ridgeback. Ziel beim Austausch des Snatch Land Rover war es, den Schutz des Personals vor improvisierten Sprengkörpern zu verbessern.

## Entwurf
Der Ocelot wurde von Force Protection Europe und dem Automobilhersteller Ricardo entwickelt und ist als leicht geschütztes Patrouillenfahrzeug (LPPV) mit speziellem Schutz gegen Minen und improvisierte Sprengkörper (IEDs) vorgesehen. Im beladenen Zustand kann es bis zu 7.500 Kilogramm wiegen. Damit wiegt der Wagen weniger als die meisten MRAP-Fahrzeuge (Mine Resistant Ambush Protected Vehicle), aber mehr als die Humvee-Ersatzfahrzeuge, die im Rahmen des JLTV-Programms (Joint Light Tactical Vehicle) entwickelt wurden.
Angetrieben von einem Steyr M16-Monoblock-Dieselmotor (6-Zylinder, 160 kW), der an ein 6-Gang-Automatikgetriebe ZF 6HP28X angeschlossen ist, erreicht er in 19,75 Sekunden eine Geschwindigkeit von 80 km/h und hat eine Höchstgeschwindigkeit von 132 km/h. Die Räder funktionieren unabhängig voneinander, sodass die anderen Räder des Fahrzeugs weiter laufen wenn eines zerstört wird. Es wird behauptet, dass der Motor in 30 Minuten entfernt und ersetzt werden kann.
Das Design ist modular aufgebaut und alle Komponenten können leicht entfernt werden. Die Schutzhülle, in der bis zu sechs Personen sitzen können, ist austauschbar, um eine einfache Anpassung zu ermöglichen. Zum Beispiel kann es als Krankenwagen, Versorgungsfahrzeug oder Jeep eingesetzt werden. Es kann durch Gelände, das für andere zivile Fahrzeuge nicht zugänglich wäre wie Dschungel, tiefer Schlamm oder Spurrillen, fahren. Die Kabine besteht aus Verbundwerkstoffen. Kritische Teile wie der Mannschaftsraum, der Motor, der Kraftstofftank und das Getriebe sind in der V-förmigen gepanzerten „Wirbelsäule“ enthalten, die potenzielle Explosionen vom Pod ablenkt und so die Insassen und Schlüsselkomponenten schützt.
Der Ocelot wird das erste britische Militärfahrzeug sein, das die jüngsten Anforderungen des Verteidigungsministeriums an die Generic Vehicle Architecture (GVA) erfüllt. Die GVA-Anforderungen sollen eine einheitliche digitale elektronische und elektrische Standardarchitektur für britische Fahrzeuge schaffen.

## Geschichte
Force Protection Industries in Amerika und Europa hat seit 2000 mehrere minenresistente Fahrzeuge mit V-förmigen Rümpfen entwickelt, darunter den Buffalo und den Cougar. Die V-Form hat einen verbesserten Schutz für die Soldaten gezeigt. Sowohl der Buffalo als auch der Cougar sind groß und schwer. Force Protection hat den Ocelot entwickelt, um den Bedarf an einem kleineren, leichteren und vielseitigeren Fahrzeug zu decken, das dennoch Schutz vor Explosionen bietet.
Der Ocelot wurde erstmals im September 2009 auf der internationalen Ausstellung Defence Systems & Equipment in London gezeigt. Zwei Einheiten wurden im April 2010 vom britischen Verteidigungsministerium (MoD) für weitere Tests gekauft.
Am 22. September 2010 kündigte das Verteidigungsministerium an, dass der Ocelot den Snatch Land Rover ersetzen werde, der wegen seines mangelnden Schutzes vor Sprengkörpern kritisiert wurde. Die ursprüngliche Bestellung betraf 300 Fahrzeuge zu einem Preis von 270 Mio. £ (ca. 300 Mio. €), weitere 25 wurden 2012 zu einem Preis von 30 Mio. £ (ca. 34 Mio. €) bestellt.
Am 17. Juni 2012 gab das Verteidigungsministerium bekannt, dass der Foxhound nach Afghanistan geliefert worden war und sich vor seinem Einsatz für Operationen abschließenden Tests und Bewertungen unterzog.
Am 18. Januar 2015 berichtete Defense News, dass General Dynamics Kanada als Ersatz für ihre Humvees den Ocelot als neues Fahrzeug anbot.

## Galerie

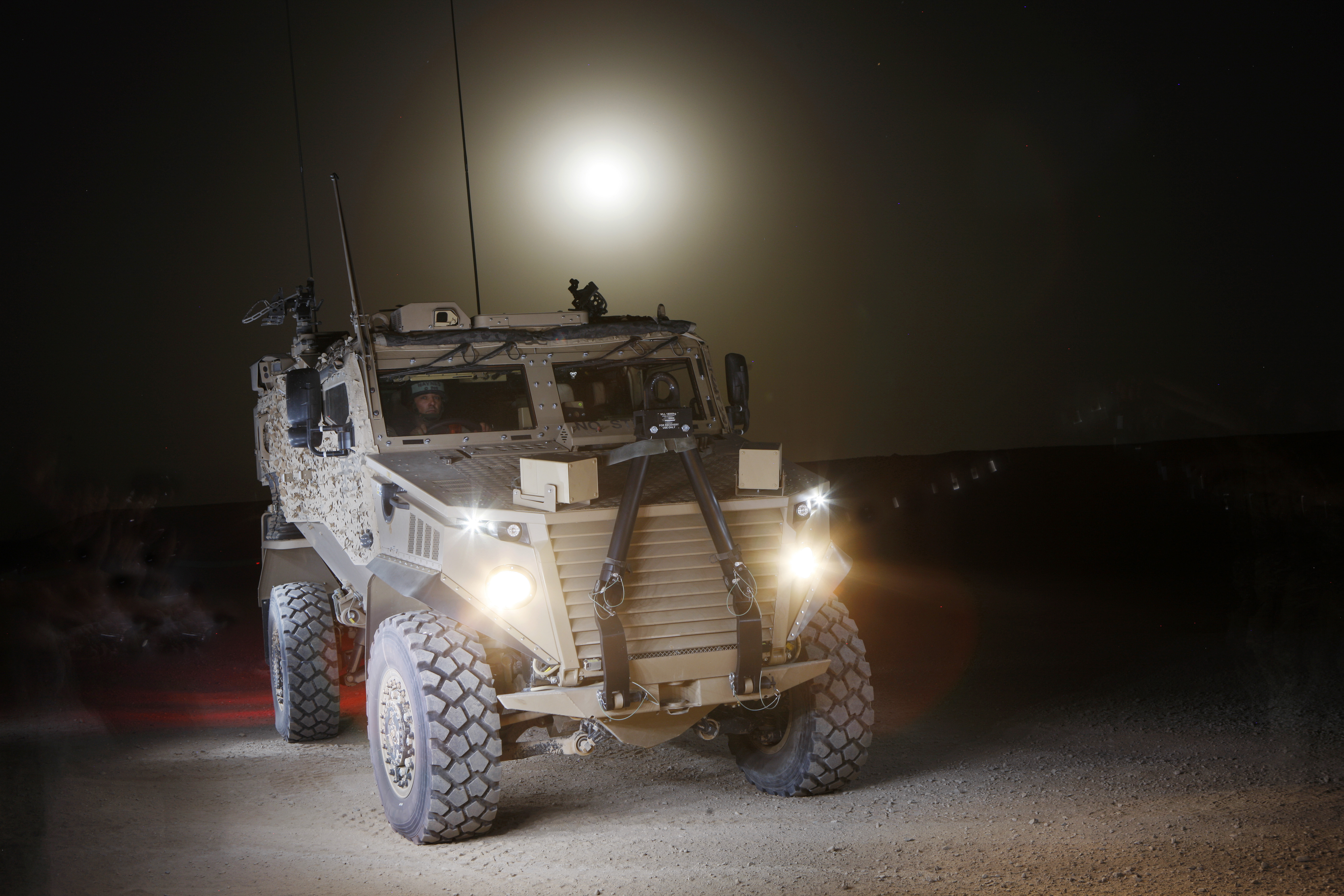
Ein Foxhound im Camp Bastion
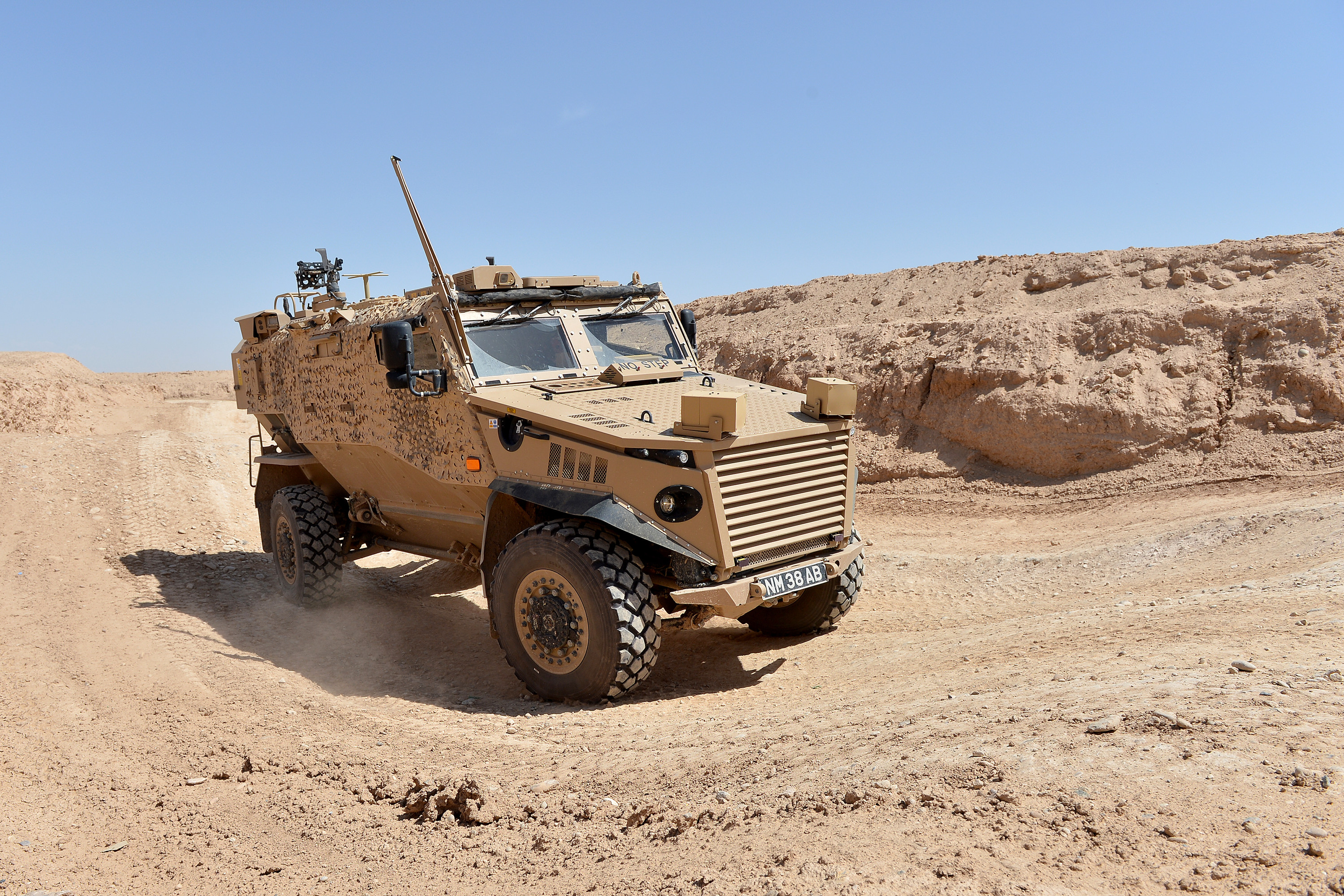
Ein Ocelot im afghanischen Gelände
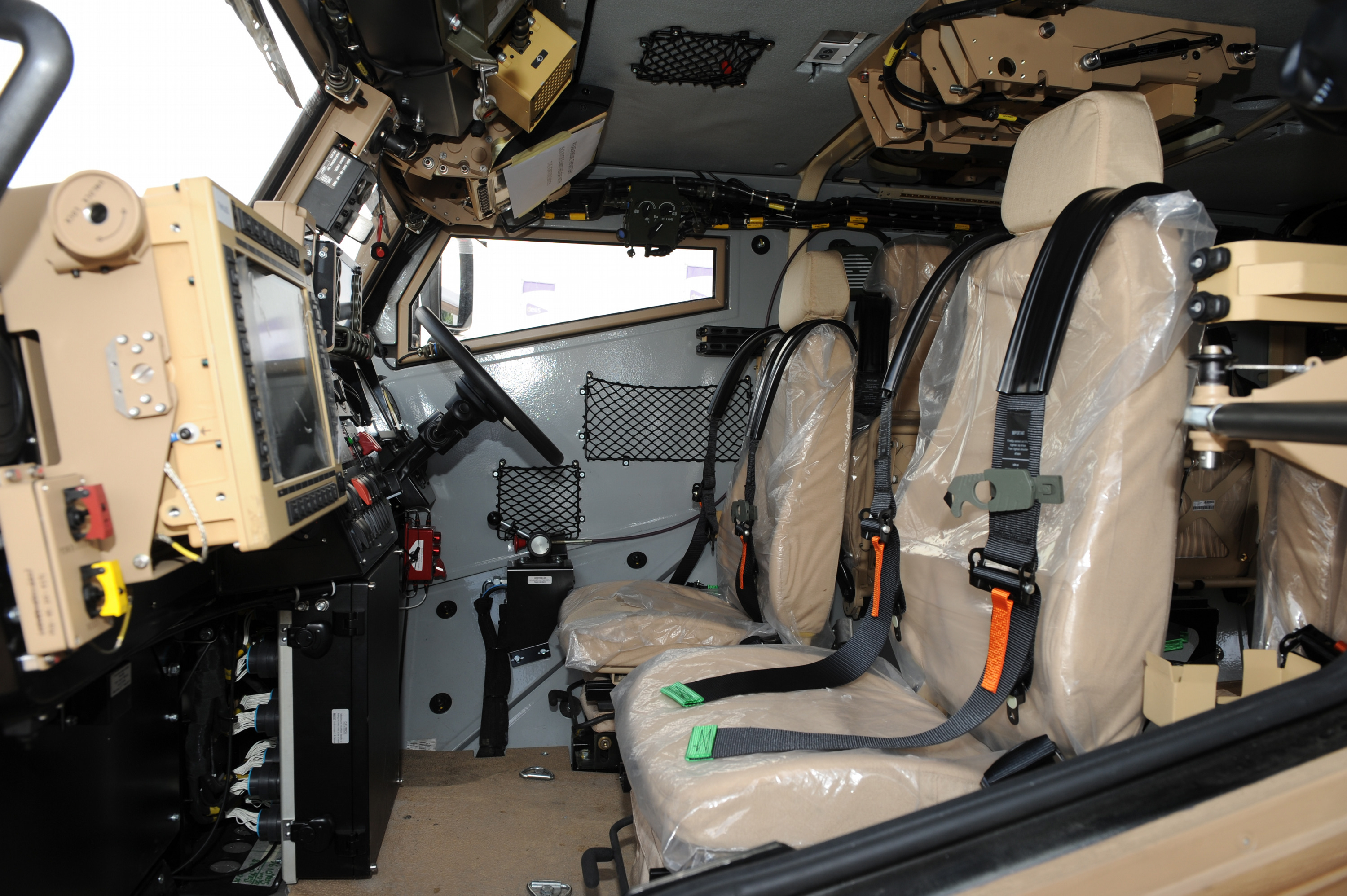
Innenraum
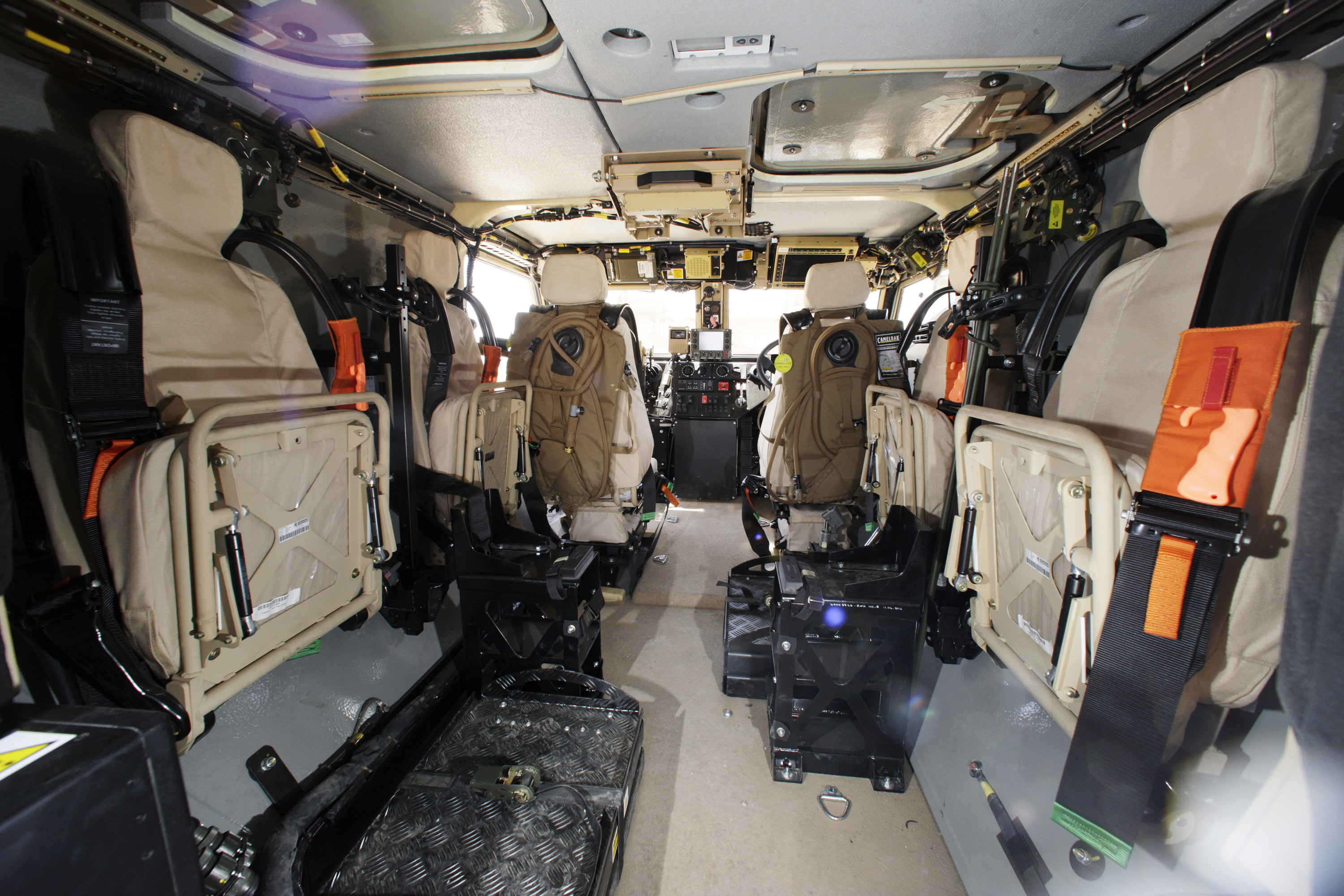
Innenraum
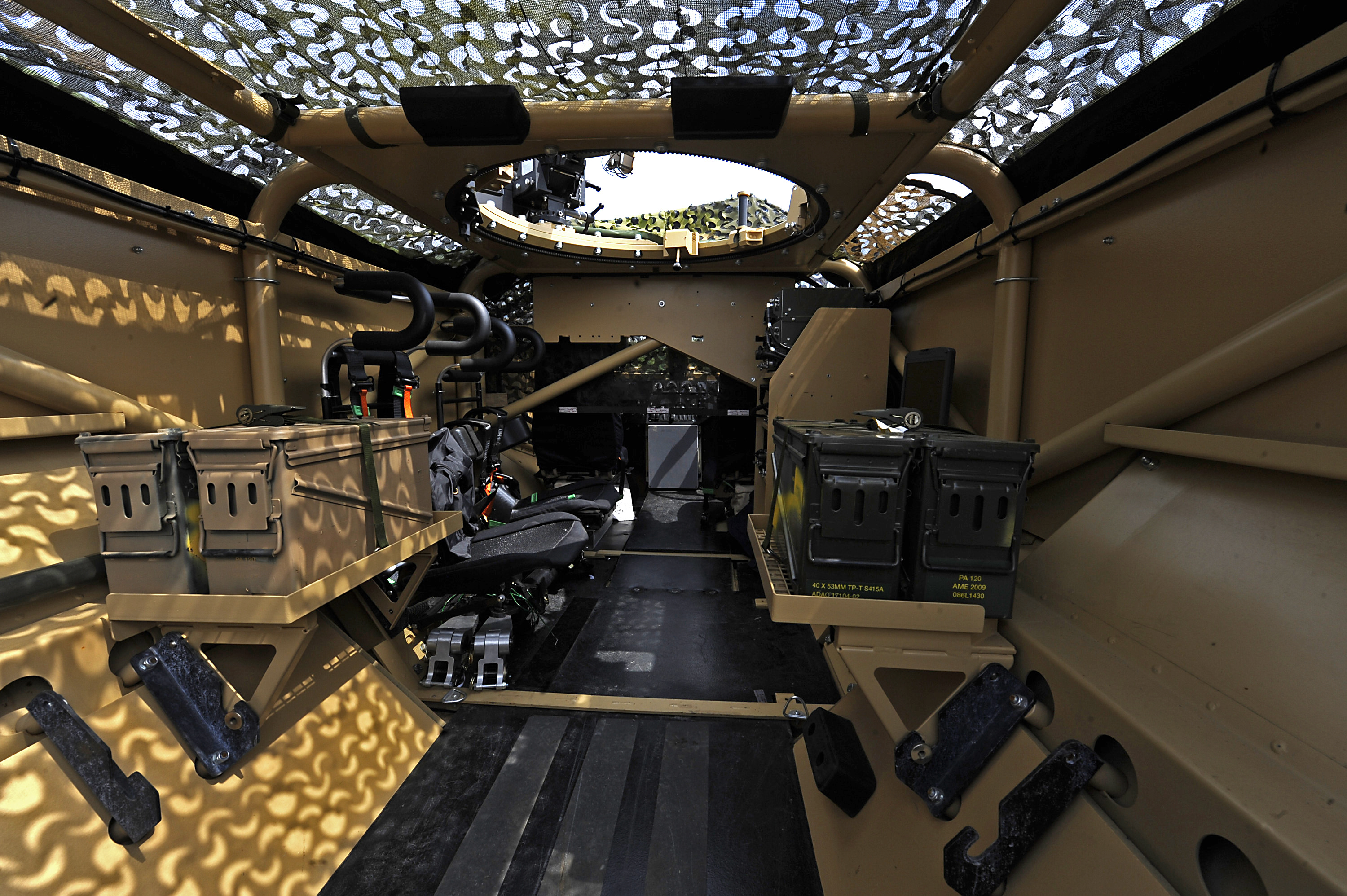
Innenraum
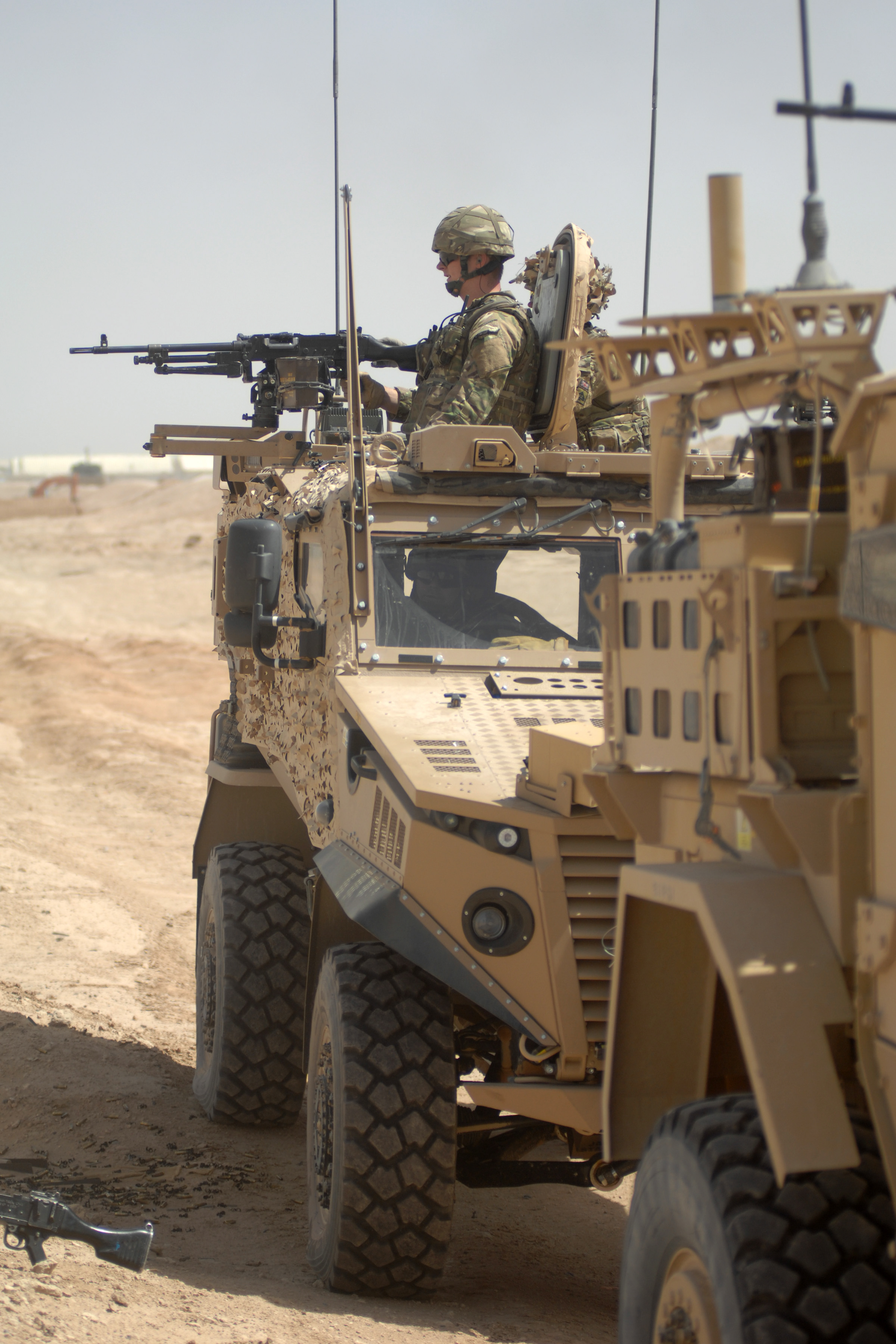
Ein Ocelot mit Bewaffnung